# Sions sånger (laestadiansk sångbok)
Sions sånger är titeln på flera olika laestadianska sångböcker.
Under 1900-talet samlade de östlæstadianska fridsföreningarna sina sånger från både Finland och Sverige i en gemensam sångbok, kallad Sions Sånger. I sångboken intogs inte sånger från Den svenska psalmboken, som den inte avsågs ersätta. Den har tryckts om i åtskilliga upplagor, och används flitigt på stormöten och bönemöten. Många av sångerna är gemensamma med övriga väckelserörelser i Sverige, framförallt sångerna av Lina Sandell. Det som ger sångboken dess särprägel (från svensk synpunkt) är de många översättningarna av finska sånger och psalmer.
Sions Sånger gavs ut i tryckt version första gången år 1951. Sångerna i denna bok var samlade av ingenjören och predikanten Elis Sjövall (1921–1982).
År 1981 gav Laestadianernas Fridsföreningars Förbund (LFF) ut en kompletterad och omarbetad sångbok. Eftersom LFF och den motsvarande finskspråkiga riktningen samarbetar och anordnar regelbundet gemensamma möten, har antalet översatta sånger från  finska utökats i denna utgåva.
Innehållsförteckningen i dessa utgåvor finns under nedanstående länkar.
År 2005 tillsatte LFF en kommitté med uppgift att förnya sångboken. Den nya sångboken kom ut 2008 och innehåller 355 sånger. En stor mängd nya sånger har tagits med i denna upplaga, huvudsakligen översättningar av sånger från finska Siionin Matkalaulut och engelska Hymns and Songs of Zion.

### Fotnoter
1. ↑  ”Sions sånger” (på engelska). Worldcat. 10 mars 1951. https://www.worldcat.org/title/sions-sanger/oclc/936819393&referer=brief_results. Läst 18 oktober 2017.
2. ↑  ”Sions sånger” (på engelska). Worldcat. 10 mars 1981. https://www.worldcat.org/title/sions-sanger/oclc/57880210&referer=brief_results. Läst 18 oktober 2017.
3. ↑  ”Nya Sions Sånger finns nu även i läderpärm”. Laestadianernas fridsföreningars förbund. 8 december 2009. http://www.lff.fi/web/guest/home?p_p_id=101_INSTANCE_6Oq6&p_p_lifecycle=0&p_p_state=maximized&p_p_mode=view&p_p_col_id=column-1&p_p_col_pos=3&p_p_col_count=5&_101_INSTANCE_6Oq6_struts_action=%2Ftagged_content%2Fview_content&_101_INSTANCE_6Oq6_redirect=%2Fweb%2Fguest%2Fhome&_101_INSTANCE_6Oq6_assetId=16727. Läst 22 maj 2015.